# Liberty (condado de Grant, Wisconsin)
Liberty es un pueblo ubicado en el condado de Grant en el estado estadounidense de Wisconsin. En el Censo de 2010 tenía una población de 553 habitantes y una densidad poblacional de 5,85 personas por km². Se encuentra al suroeste del estado, a poca distancia del río Misisipi que lo separa de Iowa.

## Geografía
Liberty se encuentra ubicado en las coordenadas 42°54′3″N 90°36′21″O / 42.90083, -90.60583. Según la Oficina del Censo de los Estados Unidos, Liberty tiene una superficie total de 94.51 km², de la cual 94.51 km² corresponden a tierra firme y (0%) 0 km² es agua.

## Demografía
Según el censo de 2010, había 553 personas residiendo en Liberty. La densidad de población era de 5,85 hab./km². De los 553 habitantes, Liberty estaba compuesto por el 99.46% blancos, el 0.18% eran afroamericanos, el 0% eran amerindios, el 0% eran asiáticos, el 0% eran isleños del Pacífico, el 0% eran de otras razas y el 0.36% pertenecían a dos o más razas. Del total de la población el 0.36% eran hispanos o latinos de cualquier raza.